# Grupo del boro
| Grupo   | 13     |
| Periodo |        |
| 2       | 5 B    |
| 3       | 13 Al  |
| 4       | 31 Ga  |
| 5       | 49 In  |
| 6       | 81 Tl  |
| 7       | 113 Nh |

El grupo del boro, boroides, boroideos o térreos es una serie de elementos que están situados en el grupo 13 de la tabla periódica de los elementos. Su nombre proviene de Tierra, ya que el aluminio es el tercer elemento más abundante en ella, y el más abundante del grupo, llegando a un 7.5%. Tienen tres electrones en su nivel energético más externo. Su configuración electrónica es ns2np1.
El primer elemento del grupo 13 es el boro(B) (aunque también se lo conoce como grupo del aluminio por su concurrido uso en la actualidad), un metaloide con un punto de fusión muy elevado y en el que predominan las propiedades no metálicas. Los otros elementos que comprenden este grupo son: aluminio(Al), galio (Ga), indio (In), talio(Tl), y Nihonio (Nh) que forman iones con una carga triple positiva (3+), salvo el talio que lo hace con una carga monopositiva (1+).
La característica del grupo es que los elementos tienen tres electrones en su capa más externa, por lo que suelen formar compuestos en los que presentan un estado de oxidación +3. El talio difiere de los demás en que también es importante su estado de oxidación +1. Esta baja reactividad del par de electrones es conforme se baja en el grupo se presenta también en otros grupos, se denomina efecto del par inerte y se explica considerando que al bajar en el grupo las energías medias de enlace van disminuyendo.

## Características
Al igual que otros grupos, los miembros de esta familia muestran patrones en la configuración electrónica, especialmente en las capas más externas, lo que da como resultado tendencias en el comportamiento químico:
| Z   | Elemento | N.º de electrones por capa           |
| --- | -------- | ------------------------------------ |
| 5   | boro     | 2, 3                                 |
| 13  | aluminio | 2, 8, 3                              |
| 31  | galio    | 2, 8, 18, 3                          |
| 49  | indio    | 2, 8, 18, 18, 3                      |
| 81  | talio    | 2, 8, 18, 32, 18, 3                  |
| 113 | nihonio  | 2, 8, 18, 32, 32, 18, 3 (predicción) |

El grupo del boro se destaca por las tendencias en la configuración electrónica, como se muestra arriba, y en algunas de las características de sus elementos. El boro se diferencia de los otros miembros del grupo en su dureza, refracción y renuencia a participar en la unión metálica. Un ejemplo de una tendencia en la reactividad es la tendencia del boro a formar compuestos reactivos con hidrógeno.
Aunque está situado en el bloque p, el grupo es conocido por la violación de la regla del octeto por parte de sus miembros de boro y (en menor medida) de aluminio. Todos los miembros del grupo se caracterizan como trivalente.

### Reactividad química

#### Hidruros
La mayoría de los elementos en el grupo del boro muestran una reactividad creciente a medida que los elementos se vuelven más pesados en masa atómica y más altos en número atómico. El boro, el primer elemento del grupo, generalmente no reacciona con muchos elementos excepto a altas temperaturas, aunque es capaz de formar muchos compuestos con hidrógeno, a veces llamados boranos . El borano más simple es el biborano, o B2H6. Otro ejemplo es  B10H14.
Los siguientes elementos del grupo 13, aluminio y galio, forman menos hidruros estables, aunque existen tanto AlH3 como GaH3. No se sabe que el indio, el siguiente elemento del grupo, forme muchos hidruros, excepto en compuestos complejos como el complejo fosfina  H3InP(Cy)3. No se ha sintetizado ningún compuesto estable de talio e hidrógeno en ningún laboratorio.
| Algunos compuestos químicos comunes del grupo del boro | Algunos compuestos químicos comunes del grupo del boro | Algunos compuestos químicos comunes del grupo del boro | Algunos compuestos químicos comunes del grupo del boro | Algunos compuestos químicos comunes del grupo del boro | Algunos compuestos químicos comunes del grupo del boro |
| Elemento                                               | Óxidos                                                 | Hidruros                                               | Fluoruros                                              | Cloruros                                               | Sulfuros                                               |
| ------------------------------------------------------ | ------------------------------------------------------ | ------------------------------------------------------ | ------------------------------------------------------ | ------------------------------------------------------ | ------------------------------------------------------ |
| Boro                                                   | (β/g/α)B2O3                                            | B2H6                                                   | BF3                                                    | BCl3                                                   | B2S3                                                   |
| Boro                                                   | B2O                                                    | B10H14                                                 | BF− 4                                                  |                                                        |                                                        |
| Boro                                                   | B6O                                                    | BH3                                                    | B2F4                                                   |                                                        |                                                        |
| Boro                                                   |                                                        | B5H9                                                   | BF                                                     |                                                        |                                                        |
| Boro                                                   | B6H12                                                  |                                                        |                                                        |                                                        |                                                        |
| Boro                                                   | B4H10                                                  |                                                        |                                                        |                                                        |                                                        |
| Boro                                                   | B 6H2− 6                                               |                                                        |                                                        |                                                        |                                                        |
| Boro                                                   | B 12H2− 12                                             |                                                        |                                                        |                                                        |                                                        |
| Boro                                                   | B20H26                                                 |                                                        |                                                        |                                                        |                                                        |
| Aluminio                                               | (γ/δ/η/θ/χ)Al2O3                                       | (α/α`/β/δ/ε/θ/γ) AlH3                                  | AlF3                                                   | AlCl3                                                  | (α/β/γ) Al2S3                                          |
| Aluminio                                               | Al2O                                                   | Al2H6                                                  |                                                        |                                                        |                                                        |
| Aluminio                                               | AlO                                                    | AlH4                                                   |                                                        |                                                        |                                                        |
| Aluminio                                               | AlH− 4                                                 |                                                        |                                                        |                                                        |                                                        |
| Galio                                                  | (α/β/δ/γ/ε) Ga2O3                                      | Ga2H6                                                  | GaF3                                                   | GaCl3                                                  | GaS                                                    |
| Galio                                                  |                                                        | GaH4                                                   |                                                        | GaCl2                                                  |                                                        |
| Galio                                                  |                                                        | GaH3                                                   |                                                        | Ga2Cl4                                                 |                                                        |
| Galio                                                  |                                                        |                                                        | Ga2Cl6                                                 |                                                        |                                                        |
| Galio                                                  |                                                        |                                                        | GaCl− 4                                                |                                                        |                                                        |
| Galio                                                  |                                                        |                                                        | Ga 2Cl− 7                                              |                                                        |                                                        |
| Indio                                                  | In2O3                                                  | InH3                                                   | InF3                                                   | InCl3                                                  | (α/β/γ) In2S3                                          |
| Indio                                                  | In2O                                                   |                                                        |                                                        |                                                        |                                                        |
| Talio                                                  | Tl2O3                                                  | TlH3                                                   | TlF                                                    | TlCl                                                   |                                                        |
| Talio                                                  | Tl2O                                                   | TlH                                                    | TlF3                                                   | TlCl3                                                  |                                                        |
| Talio                                                  | TlO2                                                   |                                                        | TlF3− 4                                                | TlCl2                                                  |                                                        |
| Talio                                                  | Tl4O3                                                  |                                                        | TlF2− 3                                                | Tl2Cl3                                                 |                                                        |
| Nihonio                                                | (Nh2O)                                                 | (NhH)                                                  | (NhF)                                                  | (NhCl)                                                 | NhOH                                                   |
| Nihonio                                                | (Nh2O3)                                                | (NhH3)                                                 | (NhF3)                                                 | (NhCl3)                                                |                                                        |
|                                                        |                                                        |                                                        | (NhF− 6)                                               |                                                        |                                                        |

#### Óxidos
Se sabe que todos los elementos del grupo boro forman un óxido trivalente, con dos átomos del elemento unidos covalentemente con tres átomos de oxígeno. Estos elementos muestran una tendencia de aumento de pH (de ácido a básico). El óxido de boro (B2O3) es ligeramente ácido,los óxidos de aluminio y galio (Al2O3 y Ga2O3 respectivamente) son anfóteros, indio (III) óxido (In2O3) es casi anfótero, y el óxido de talio(III) (Tl2 O3) es una base de Lewis porque se disuelve en ácidos para formar sales. Cada uno de estos compuestos es estable, pero el óxido de talio se descompone a temperaturas superiores a 875 °C.

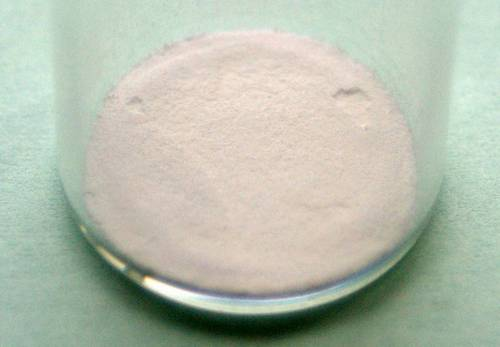
Muestra en polvo de trióxido de boro (B_{2}O_{3}), uno de los óxidos del boro.

#### Haluros
Los elementos del grupo 13 también son capaces de formar compuestos estables con los halógenos, generalmente con la fórmula MX3 (donde M es un elemento del grupo boro y X es un halógeno). El flúor, el primer halógeno, es capaz de formar compuestos estables con todos los elementos que se han probado (excepto neón y helio), y el grupo del boro no es una excepción. Incluso existe la hipótesis de que el nihonio podría formar un compuesto con flúor, NhF3, antes de descomponerse espontáneamente debido a la radiactividad del nihonio. El cloro también forma compuestos estables con todos los elementos del grupo del boro, incluido el talio, y se supone que reacciona con el nihonio. Todos los elementos reaccionarán con bromo bajo las condiciones adecuadas, como con los otros halógenos pero menos vigorosamente que el cloro o el flúor. El yodo reaccionará con todos los elementos naturales de la tabla periódica excepto los gases nobles, y se destaca por su reacción explosiva con el aluminio para formar 2AlI3. El astato, el halógeno más pesado, solo ha formado algunos compuestos, debido a su radiactividad y vida media corta, y no hay informes de un compuesto con un At-Al, -Ga, -In, -Tl o - Se han visto enlaces Nh, aunque los científicos creen que debería formar sales con los metales.

### Propiedades físicas
Se ha notado que los elementos del grupo del boro tienen propiedades físicas similares, aunque la mayoría de los boro son excepcionales. Por ejemplo, todos los elementos del grupo del boro, excepto el propio boro, son blando. Además, todos los demás elementos del grupo 13 son relativamente reactivos a temperaturas moderadas, mientras que la reactividad del boro solo se vuelve comparable a temperaturas muy altas. Una característica que todos tienen en común es tener tres electrones en su capa de valencia. El boro, al ser un metaloide, es un aislante térmico y eléctrico a temperatura ambiente, pero un buen conductor de calor y electricidad a altas temperaturas. A diferencia del boro, los metales del grupo son buenos conductores en condiciones normales. Esto está de acuerdo con la generalización de larga data de que todos los metales conducen el calor y la electricidad mejor que la mayoría de los no metales.

### Estados de oxidación
El efecto del par s inerte es significativo en los elementos del grupo 13, especialmente en los más pesados como el talio. Esto da como resultado una variedad de estados de oxidación. En los elementos más livianos, el estado +3 es el más estable, pero el estado +1 se vuelve más frecuente a medida que aumenta el número atómico y es el más estable para el talio. El boro es capaz de formar compuestos con estados de oxidación más bajos, de +1 o +2, y el aluminio puede hacer lo mismo. El galio puede formar compuestos con los estados de oxidación +1, +2 y +3. El indio es como el galio, pero sus compuestos +1 son más estables que los de los elementos más ligeros. La fuerza del efecto del par inerte es máxima en el talio, que generalmente solo es estable en el estado de oxidación de +1, aunque el estado de +3 se observa en algunos compuestos. Desde entonces, se han informado radicales estables y monoméricos de galio, indio y talio con un estado de oxidación formal de +2. El nihonio es posible tenga un estado de oxidación +5.

### Tendencias periódicas
Hay varias tendencias que se observan en las propiedades de los miembros del grupo boro. Los puntos de ebullición de estos elementos descienden de un período a otro, mientras que las densidades tienden a aumentar.

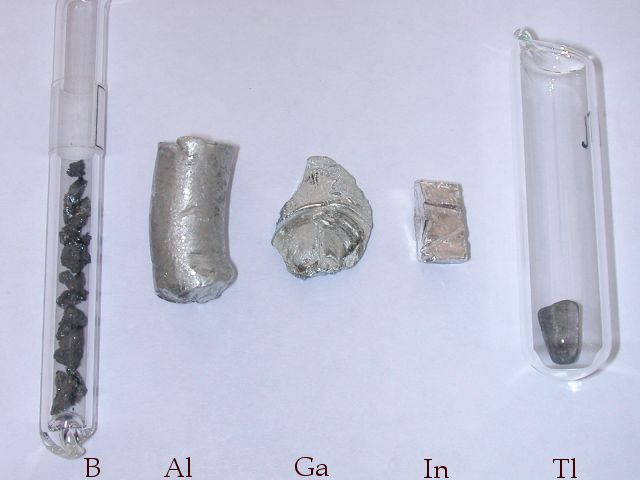
Los cinco elementos estables del grupo del boro.

| Elemento | Punto de ebullición | Densidad (g/cm3) |
| -------- | ------------------- | ---------------- |
| Boro     | 4000 °C             | 2.46             |
| Aluminio | 2519 °C             | 2.7              |
| Galio    | 2204 °C             | 5.904            |
| Indio    | 2072 °C             | 7.31             |
| Talio    | 1473 °C             | 11.85            |

### Nucleares
Con la excepción del nihonio sintético, todos los elementos del grupo del boro tienen isótopos estables. Debido a que todos sus números atómicos son impares, el boro, el galio y el talio tienen solo dos isótopos estables, mientras que el aluminio y el indio son monoisotópicos y solo tienen uno, aunque la mayor parte del indio que se encuentra en la naturaleza es el débilmente radiactivo 115In. 10B y 11B son estables, al igual que 27Al, 69Ga y 71Ga, 113In, y 203Tl y 205Tl. Todos estos isótopos se encuentran fácilmente en cantidades macroscópicas en la naturaleza. Sin embargo, en teoría, se supone que todos los isótopos con un número atómico superior a 66 son inestables a la desintegración alfa. Por el contrario, todos los elementos con números atómicos menores o iguales a 66 (excepto Tc, Pm, Sm y Eu) tienen al menos un isótopo que es teóricamente energéticamente estable a todas las formas de desintegración (con la excepción de la desintegración de protones , que nunca se ha observado, y fisión espontánea, que es teóricamente posible para elementos con números atómicos superiores a 40).
Al igual que todos los demás elementos, los elementos del grupo del boro tienen isótopos radiactivos, que se encuentran como trazas en la naturaleza o producidos sintéticamente. El más longevo de estos isótopos inestables es el isótopo de indio 115In, con su extremadamente larga vida media de 4.41 × 1014 y. Este isótopo constituye la gran mayoría de todo el indio natural a pesar de su ligera radiactividad. El de vida más corta es 7B, con una vida media de apenas 350±50 × 10−24 s, siendo los isótopo de boro con la menor cantidad de neutrones y vida media larga suficiente para poder ser medida. Algunos radioisótopos tienen funciones importantes en la investigación científica; unos pocos se utilizan en la producción de bienes para uso comercial o, más raramente, como componente de productos terminados.

## Propiedades químicas
- Ninguno muestra tendencia a formar aniones simples.
- Tienen estado de oxidación +3, pero también +1 en varios elementos. Esto ocurre debido al "Efecto Par Inerte" según el cual, al perder primero un electrón del orbital np, el orbital ns queda lleno, lo que lo hace menos reactivo. Para Ga e In, el estado de oxidación +1 es menos importante que +3. Para Tl, los compuestos con Tl+ se asemejan a los compuestos con metales alcalinos.
- Como se ve, la molécula presenta un enlace de tres centros, no se puede distinguir cual enlace H-B-H se forma primero y su longitud es la misma.
- El Boro puede formar enlaces covalentes bien definidos, es un semiconductor, es duro a diferencia del resto que son muy blandos. El boro forma compuestos con hidrógeno llamados boranos, siendo el más simple el diborano B2H6.

## Propiedades físicas
- El boro se diferencia del resto de los elementos del grupo porque es un metaloide, mientras que los demás van aumentando su carácter metálico conforme se desciende en el grupo.
- Tienen puntos de fusión muy bajos, a excepción del boro.
- El boro es un metaloide con un punto de fusión muy alto y gran dureza en el que predominan las propiedades no metálicas. Los otros elementos que comprenden este grupo son metales y forman, como el boro, iones con una carga triple positiva (3+); presentan puntos de fusión notablemente más bajos que el boro —destacando el galio que funde a tan sólo 29 °C— y son blandos y maleables.

## Reacciones
No reaccionan con agua, excepto el aluminio, que reacciona en su superficie formando una órbita electrónica  que impide que continúe la reacción.
2Al(s) + 3 H2O —> Al2O3(s) + 3H2(g).